# Seeker
Seeker (titre original : Seeker) est un roman de science-fiction de Jack McDevitt publié aux États-Unis en 2005 et en France en 2011.

## Résumé
{{L'antiquaire archéologue Alex Bénédict et son assistante Chase Kolpath se retrouvent en possession d'une coupe vieille de neuf mille ans. Celle-ci proviendrait d'un vaisseau spatial baptisé Seeker qui aurait appartenu aux Margoliens, un groupe de Terriens ayant fui la Terre pour fonder une des premières colonies hors du système solaire. Personne n'en a plus jamais entendu parler depuis, à part comme d'un mythe. Alex n'a donc de cesse de retrouver la trace du Seeker afin, qui sait ?, d'entrer en contact avec cette colonie perdue}}

## Distinction
Ce roman a reçu le prix Nebula du meilleur roman 2006.

## Éditions
- Seeker, Ace Books, 1er novembre 2005, 368 pages  (ISBN 0-4410-1329-5) ;
- Seeker, Télémaque, 7 juillet 2011, traduit par Michèle Zachayus, 300 pages  (ISBN 978-2753301375) ;
- Seeker, Gallimard, coll Folio SF no 467, 31 octobre 2013, traduit par Michèle Zachayus, 560 pages  (ISBN 978-2070446087).